# Karl Rabe
Karl Rabe, född den 29 oktober 1895 i Pottendorf, död den 28 oktober 1968 i Korntal-Münchingen, var en österrikisk ingenjör.
Rabe började arbeta för Austro-Daimler 1913. Tio år senare efterträdde han Ferdinand Porsche som konstruktionschef, efter att Porsche flyttat till Daimler-Motoren-Gesellschaft. 1927 gick Rabe till Steyr-Werke, där hans och Porsches vägar åter korsades två år senare. När Porsche startade sin egen konstruktionsbyrå i Stuttgart 1931 anställde han Rabe som konstruktionschef. Här arbetade han bland annat med utvecklingen av Volkswagen Typ 1. 
Efter andra världskriget utvecklade Rabe och Ferry Porsche den sportbil baserad på VW-komponenter som kom att bli den första Porschemodellen, Typ 356. Rabe förblev konstruktionschef för Porsche tills han gick i pension 1965. Han fortsatte sedan att arbeta för företaget som konsult fram till sin död 1968.